# Grand Prix moto d'Aragon
Le Grand Prix moto d'Aragon de vitesse moto est une des épreuves du Championnat du monde de vitesse moto depuis 2010.
Il ne devait au départ être qu’un circuit de réserve, mais les retards importants accumulés par les organisateurs hongrois lui ont ouvert la porte du championnat MotoGP en 2010 avec succès. 
Abordé dans le sens inverse des aiguilles d’une montre, le tracé présente 17 virages, tous différents, d’où une grande variété appréciée des pilotes. Le Motorland Aragon a d'ailleurs été élu meilleur Grand Prix de l’année 2010.

## Palmarès
| Année | Circuit          | Moto 3             | Moto 2            | MotoGP            | Rapport |
| ----- | ---------------- | ------------------ | ----------------- | ----------------- | ------- |
| 2025  | Motorland Aragon | David Muñoz        | Deniz Öncü        | Marc Márquez      | Rapport |
| 2024  | Motorland Aragon | José Antonio Rueda | Jake Dixon        | Marc Márquez      | Rapport |
| 2022  | Motorland Aragon | Izan Guevara       | Pedro Acosta      | Enea Bastianini   | Rapport |
| 2021  | Motorland Aragon | Dennis Foggia      | Raúl Fernández    | Francesco Bagnaia | Rapport |
| 2020  | Motorland Aragon | Jaume Masiá        | Sam Lowes         | Álex Rins         | Rapport |
| 2019  | Motorland Aragon | Arón Canet         | Brad Binder       | Marc Márquez      | Rapport |
| 2018  | Motorland Aragon | Jorge Martín       | Brad Binder       | Marc Márquez      | Rapport |
| 2017  | Motorland Aragon | Joan Mir           | Franco Morbidelli | Marc Márquez      | Rapport |
| 2016  | Motorland Aragon | Jorge Navarro      | Sam Lowes         | Marc Márquez      | Rapport |
| 2015  | Motorland Aragon | Miguel Oliveira    | Esteve Rabat      | Jorge Lorenzo     | Rapport |
| 2014  | Motorland Aragon | Romano Fenati      | Maverick Viñales  | Jorge Lorenzo     | Rapport |
| 2013  | Motorland Aragon | Álex Rins          | Nicolás Terol     | Marc Márquez      | Rapport |
| 2012  | Motorland Aragon | Luis Salom         | Pol Espargaró     | Dani Pedrosa      | Rapport |
| Année | Circuit          | 125 cm³            | Moto 2            | MotoGP            | Rapport |
| 2011  | Motorland Aragon | Nicolás Terol      | Marc Márquez      | Casey Stoner      | Rapport |
| 2010  | Motorland Aragon | Pol Espargaró      | Andrea Iannone    | Casey Stoner      | Rapport |